# Condado de Wheeler (Oregon)
O Condado de Wheeler é um dos 36 condados do Estado americano do Oregon. A sede do condado é Fossil, e sua maior cidade é Fossil. O condado possui uma área de 4 443 km² (dos quais 1 km² estão cobertos por água), uma população de 1 547 habitantes, e uma densidade populacional de 0,3 hab/km² (segundo o censo nacional de 2000). O condado foi fundado em 17 de fevereiro de 1899.